# Centurion Air Cargo
Centurion Air Cargo que operaba como Centurion Cargo fue una aerolínea de carga estadounidense con sede en los terrenos del Aeropuerto Internacional de Miami, en el condado de Miami-Dade, Florida. Operaba servicios exclusivamente de carga a América Central, América del Sur, América del Norte y Europa. Últimamente servía más de 20 destinos.
"Centurion Cargo fue el líder en el transporte desde y hacia Latinoamérica y el número uno en transporte de animales vivos y productos perecederos. Antes de su cese de operaciones expandió sus vuelos hasta incluir cuatro vuelos semanales desde la ciudad de Ámsterdam, Países Bajos. 
Centurion también ofrecía servicios de charter a todo el mundo, servicio de manejo de carga y de seguridad entre otros.
Operaba una impresionante bodega de 550,000 pies cuadrados (51,097 metros cuadrados), divididos en dos secciones: una cámara de frío de 159,000 pies cuadrados (14,772 metros cuadrados) y 391,000 pies cuadrados (36,325 metros cuadrados) de bodega para carga seca. El CENTURION CARGO CENTER era el complejo más grande en Norteamérica, operado por una aerolínea de carga de inversión privada".

## Flota
En marzo de 2019, la flota de Centurion Air Cargo estaba compuesta de:
- 2 Boeing 747-400ER Freighter

## Flota retirada
- 2 Boeing 707-300C
- 3 Boeing 757-200PF
- 2 DC-8-63F
- 1 DC-8-73F
- 4 McDonnell Douglas DC-10-30F